# فريدريك هاغ
فريدريك هاغ (بالألمانية: Friedrich Haag)‏ هو عالم بلورات ‏ ألماني، ولد في 20 أغسطس 1856 في فيلينغن-شفنينغن في ألمانيا، وتوفي في 8 ديسمبر 1941 في شتوتغارت في ألمانيا.